# 대한민국의 국가민속문화유산 (1980년대~1990년대)
국가민속문화유산(國家民俗文化遺産)은 대한민국에서 의식주, 사회생활, 민속, 신앙 등의 일상생활에서 사용되는 것 가운데 상대적으로 중요하다고 생각되는 것이다.

## 지정 목록

### 1980년대 지정
| 번호  | 사진 | 명칭 | 소재지                                                                        | 관리자 (단체)           | 지정일 | 참조 |
| 110호 |      | 전(傳) 박신용장군 의대 (傳 朴信龍將軍 衣帶) (Clothes and Belt Worn by General Bak Sin-yong (Presumed))                               | 충남 부여군 부여읍 금성로 5, 국립부여박물관 (동남리)                          | 국립부여박물관          | 1980년 4월 1일 지정 |      |
| 111호 |      | 김덕령장군 의복 (金德齡將軍 衣服) (Clothes Worn by General Kim Deok-ryeong)                                                          | 광주 북구 금곡동 1023                                                         | 충장사유물전시관        | 1980년 4월 1일 지정 |      |
| 112호 |      | 장흥임씨 묘 출토복식 (長興任氏 墓 出土服飾) (Clothes Excavated from the Tomb of Lady Im)                                             | 광주 북구                                                                     | 광주시립민속박물관      | 1980년 4월 1일 지정 |      |
| 113호 |      | 고대박물관 소장 홍진종 의복 (高大博物館 所藏 洪鎭宗 衣服)                                                                            | 서울 성북구 안암동 5-1                                                        | 고려대학교 박물관       | 1980년 4월 1일 지정 |      |
| 114호 |      | 과천 출토 광주이씨 의복 (果川 出土 廣州李氏 衣服) (Clothes Excavated from the Tombs of the Gwangju Yi Clan, Gwacheon)                | 경기 용인시 수지구 죽전로 152, 석주선기념박물관 (죽전동,단국대학교죽전캠퍼스) | 단국대 석주선박물관     | 1981년 11월 29일 지정                                                                                                  |      |
| 115호 |      | 이형 부인 동래정씨 의복 (李泂 夫人 東萊鄭氏 衣服) (Clothes Worn by Lady Jeong, the Wife of Yi Hyeong)                                | 전북 전주시 완산구 효자동 892-1 전주역사박물관                                | 전주역사박물관          | 1981년 11월 29일 지정                                                                                                  |      |
| 116호 |      | 청원 구례손씨 묘 출토유물 (淸原 求禮孫氏 墓 出土遺物) (Artifacts Excavated from the Tomb of Lady Son, Cheongwon)                     | 충북 청주시 흥덕구 개신동 산48충북대학교박물관                                | 충북대학교박물관        | 1981년 11월 11일 지정                                                                                                  |      |
| 117호 |      | 청원 전(傳) 박장군 묘 출토유물 (淸原 傳 朴將軍 墓 出土遺物) (Artifacts Excavated from the Tomb of General Bak, Cheongwon (Presumed)) | 충북 청주시 흥덕구 개신동 산48충북대학교박물관                                | 충북대학교박물관        | 1981년 11월 11일 지정                                                                                                  |      |
| 118호 |      | 중원 김위 묘 출토유물 (中原 金緯 墓 出土遺物) (Artifacts Excavated from the Tomb of Kim Wi, Jungwon)                                 | 충북 청주시 흥덕구 개신동 산48충북대학교박물관                                | 충북대학교박물관        | 1981년 11월 11일 지정                                                                                                  |      |
| 119호 |      | 병와 이형상 유품 (甁窩 李衡祥 遺品) (Artifacts Used by Yi Hyeong-sang)                                                               | 경북 영천시                                                                   | 전주이씨병와공파종중    | 1982년 8월 7일 지정 |      |
| 120호 |      | 청풍부원군 상여 (淸風府院君 喪輿) (Bier of Cheongpung Buwongun)                                                                      | 강원 춘천시 석사동 27-1 국립춘천박물관                                        | 국립춘천박물관          | 1982년 8월 7일 지정 |      |
| 121호 |      | 흥완군 의복 (興完君 衣服) (Clothes Worn by Prince Heungwan)                                                                          | 서울 용산구 효창원로 52 (신창동,숙명여자대학교)                               | 숙명여자대학교          | 1983년 4월 11일 지정                                                                                                   |      |
| 122호 |      | 안동 하회마을 (安東 河回마을) (Hahoe Village, Andong)                                                                                | 경북 안동시 풍천면 하회리                                                     | 안동시                  | 1984년 1월 14일 지정                                                                                                   |      |
| 123호 |      | 수원 광주이씨 고택 (水原 廣州李氏 古宅) (Historic House of the Gwangju Yi Clan, Suwon)                                               | 경기 수원시 장안구 파장천로 56-9 (파장동)                                     | 이순흥                  | 1984년 1월 14일 지정, 2017년 2월 28일 명칭변경                                                                         |      |
| 124호 |      | 화성 정시영 고택 (華城 鄭時永 古宅) (Jeong Si-yeong's Historic House, Hwaseong)                                                      | 경기 화성시 서신면 궁평리 109                                                 | 정융구                  | 1984년 1월 14일 지정, 2017년 2월 28일 명칭변경                                                                         |      |
| 125호 |      | 화성 정수영 고택 (華城 鄭壽永 古宅) (Jeong Su-yeong's Historic House, Hwaseong)                                                      | 경기 화성시 서신면 오얏리길 56 (궁평리)                                       | 화성시                  | 1984년 1월 14일 지정, 2017년 2월 28일 명칭변경                                                                         |      |
| 126호 |      | 여주 보통리 고택 (驪州 甫通里 古宅) (Historic House in Botong-ri, Yeoju)                                                             | 경기 여주시 대신면 보통1길 98 (보통리)                                        | 김영구                  | 1984년 1월 14일 지정, 2017년 2월 28일 명칭변경                                                                         |      |
| 127호 |      | 이천 어재연 고택 (利川 魚在淵 古宅) (Eo Jae-yeon's Historic House, Icheon)                                                           | 경기 이천시 율면 일생로897번길 22-47 (산성리)                                 | 어홍                    | 1984년 1월 14일 지정, 2017년 2월 28일 명칭변경                                                                         |      |
| 128호 |      | 양주 매곡리 고택 (楊州 梅谷里 古宅) (Historic house in Maegok-ri, Yangju)                                                            | 경기 양주시 남면 휴암로443번길 65                                             | 백선현                  | 1984년 1월 14일 지정, 2017년 2월 28일 명칭변경                                                                         |      |
| 129호 |      | 남양주 동관댁 (南楊州 東官宅) (Donggwandaek House, Namyangju)                                                                        | 경기 남양주시 진접읍 금강로961번길 25-14 (내곡리)                             | 최중환                  | 1984년 1월 14일 지정, 2017년 2월 28일 명칭변경                                                                         |      |
| 130호 |      | 남양주 궁집 (南楊州 宮집) (Gungjip House, Namyangju)                                                                                 | 경기 남양주시 평내로 9 (평내동)                                               | 김우인                  | 1984년 1월 14일 지정, 2017년 2월 28일 명칭변경                                                                         |      |
| 131호 |      | 고성 어명기 고택 (高城 魚命驥 古宅) (Eo Myeong-gi's Historic House, Goseong)                                                         | 강원 고성군 죽왕면 봉수대길 131-7 (삼포리)                                    | 박영화                  | 1984년 1월 14일 지정, 2017년 2월 28일 명칭변경                                                                         |      |
| 132호 |      | 영동 소석 고택 (永同 少石 古宅) (Soseok Historic House, Yeongdong)                                                                   | 충북 영동군 심천면 초강로6길 26 (초강리)                                      | 이창백                  | 1984년 1월 14일 지정                                                                                                   |      |
| 133호 |      | 청주 고은리 고택 (淸州 高隱里 古宅) (Historic House in Goeun-ri, Cheongju)                                                           | 충북 청원군 남일면 고은리 190-1                                               | 이돈희                  | 1984년 1월 14일 지정, 2017년 2월 28일 명칭변경                                                                         |      |
| 134호 |      | 보은 우당 고택 (報恩 愚堂 古宅) (Udang Historic House, Boeun)                                                                        | 충북 보은군 장안면 개안길 10-2 (개안리)                                       | 선민혁                  | 1984년 1월 14일 지정, 2017년 2월 28일 명칭변경                                                                         |      |
| 135호 |      | 충주 윤양계 고택 (忠州 尹養桂 古宅) (Yun Yang-gye's Historic House, Chungju)                                                         | 충북 충주시 엄정면 미내리 133                                                 | 최진식                  | 1984년 1월 14일 지정, 2017년 2월 28일 명칭변경                                                                         |      |
| 136호 |      | 괴산 김항묵 고택 (槐山 金恒默 古宅) (Gim Hang-muk's Historic House, Goesan)                                                          | 충북 괴산군 칠성면 칠성로4길 20 (율원리)                                      | 김태석                  | 1984년 1월 14일 지정, 1984년 1월 14일 명칭변경, 2017년 2월 28일 명칭변경                                               |      |
| 137호 |      | 제천 박용원 고택 (堤川 朴用元 古宅) (Park Yong-won's Historic House, Jecheon)                                                        | 충북 제천시 금성면 구룡리 305                                                 | 박도수                  | 1984년 1월 14일 지정, 2017년 2월 28일 명칭변경                                                                         |      |
| 138호 |      | 세종 홍판서댁 (世宗 洪判書宅) (Hongpanseodaek House, Sejong)                                                                         | 세종 부강면 용포동촌길 43-19                                                  | 김학성                  | 1984년 1월 14일 지정, 2014년 12월 12일 명칭변경, 2017년 2월 28일 명칭변경, 2018년 11월 5일 명칭변경                    |      |
| 139호 |      | 보은 최감찰댁 (報恩 崔監察宅) (Choegamchaldaek House, Boeun)                                                                         | 충북 보은군 삼승면 선곡리 281                                                 | 한전동                  | 1984년 1월 14일 지정, 2017년 2월 28일 명칭변경                                                                         |      |
| 140호 |      | 영동 규당 고택 (永同 圭堂 古宅) (Gyudang Historic House, Yeongdong)                                                                  | 충북 영동군 영동읍 금동로4길 9-9 (계산리)                                     | 박부근                  | 1984년 1월 14일 지정                                                                                                   |      |
| 141호 |      | 음성 잿말 고택 (陰城 잿말 古宅) (Historic House in Jaenmal, Eumseong)                                                                | 충북 음성군 감곡면 영산리 239-1                                               | 김주태                  | 1984년 1월 14일 지정, 2017년 2월 28일 명칭변경                                                                         |      |
| 142호 |      | 영동 김참판댁 (永同 金參判宅) (Gimchampandaek House, Yeongdong)                                                                      | 충북 영동군 양강면 괴목1길 13-5 (괴목리)                                      | 조옥봉                  | 1984년 1월 14일 지정, 2017년 2월 28일 명칭변경                                                                         |      |
| 143호 |      | 음성 공산정 고택 (陰城 公山亭 古宅) (Historic House in Gongsanjeong, Eumseong)                                                       | 충북 음성군 감곡면 영산로55번길 19-4 (영산리)                                 | 이정희                  | 1984년 1월 14일 지정, 2017년 2월 28일 명칭변경                                                                         |      |
| 144호 |      | 영동 성장환 고택 (永同 成章煥 古宅) (Seong Jang-hwan's Historic House, Yeongdong)                                                    | 충북 영동군 학산면 봉림리 708                                                 | 성백귀                  | 1984년 1월 14일 지정, 2017년 2월 28일 명칭변경                                                                         |      |
| 145호 |      | 단양 조덕수 고택 (丹陽 趙德壽 古宅) (Jo Deok-su's Historic House, Danyang)                                                           | 충북 단양군 가곡면 덕천1길 19 (덕천리)                                        | 조성범                  | 1984년 1월 14일 지정, 2017년 2월 28일 명칭변경                                                                         |      |
| 146호 |      | 괴산이복기가옥 (槐山이복기家屋) | 충북 괴산군 괴산읍 동부리 450-1                                               | 이복기                  | 1984년 1월 14일 지정, 1990년 9월 12일 해제, 철거, 원형변경으로 문화재 가치 상실 2002년 충북 민속문화재 제14호로 재지정 |      |
| 147호 |      | 괴산 송병일 고택 (槐山 宋秉一 古宅) (Song Byeong-il's Historic House, Goesan)                                                        | 충북 괴산군 청천면 청천4길 17 (청천리)                                        | (재)충북양로원          | 1984년 1월 14일 지정, 2017년 2월 28일 명칭변경                                                                         |      |
| 148호 |      | 제천 정원태 고택 (堤川 鄭元泰 古宅) (Jeong Won-tae's Historic House, Jecheon)                                                        | 충북 제천시 금성면 월림리 621                                                 | 김진수                  | 1984년 1월 14일 지정, 2017년 2월 28일 명칭변경                                                                         |      |
| 149호 |      | 남원 몽심재 고택 (南原 夢心齋 古宅) (Mongsimjae Historic House, Namwon)                                                              | 전북 남원시 수지면 내호곡2길 19 (호곡리)                                      | (재)원불교              | 1984년 1월 14일 지정, 2017년 2월 28일 명칭변경                                                                         |      |
| 150호 |      | 부안 김상만 고택 (扶安 金相萬 古宅) (Gim Sang-man's Historic House, Buan)                                                            | 전북 부안군 줄포면 교하길 8 (줄포리)                                          | 김재호                  | 1984년 1월 14일 지정, 2017년 2월 28일 명칭변경                                                                         |      |
| 151호 |      | 나주 계은 고택 (羅州 溪隱 古宅) (Gyeeun Historic House, Naju)                                                                        | 전남 나주시 다도면 동력길 18-1 (풍산리)                                       | 홍갑석                  | 1984년 1월 14일 지정, 2017년 2월 28일 명칭변경                                                                         |      |
| 152호 |      | 화순 양참사댁 (和順 梁參事宅) (Yangchamsadaek House, Hwasun)                                                                         | 전남 화순군 도곡면 달아실길 24 (월곡리)                                       | 양봉길                  | 1984년 1월 14일 지정, 2017년 2월 28일 명칭변경                                                                         |      |
| 153호 |      | 해남 윤철하 고택 (海南 尹哲夏 古宅) (Yun Cheol-ha's Historic House, Haenam)                                                          | 전남 해남군 현산면 초호길 43 (초호리)                                         | 윤탁                    | 1984년 1월 14일 지정, 2017년 2월 28일 명칭변경                                                                         |      |
| 154호 |      | 화순 학재 고택 (和順 鶴齋 古宅) (Hakjae Historic House, Hwasun)                                                                      | 전남 화순군 도곡면 달아실길 26 (월곡리)                                       | 양동길                  | 1984년 1월 14일 지정, 2017년 2월 28일 명칭변경                                                                         |      |
| 155호 |      | 곡성 제호정 고택 (谷城 霽湖亭 古宅) (Jehojeong Historic House, Gokseong)                                                             | 전남 곡성군 입면 청계동로 908-4 (제월리)                                      | 김순남                  | 1984년 1월 14일 지정, 2017년 2월 28일 명칭변경                                                                         |      |
| 156호 |      | 보성 율어리 고택 (寶城 栗於里 古宅) (Historic House in Yureo-ri, Boseong)                                                            | 전남 보성군 율어면 진천길 34-15 (율어리)                                      | 문형식                  | 1984년 1월 14일 지정, 2017년 2월 28일 명칭변경                                                                         |      |
| 157호 |      | 보성 이정래 고택 (寶城 李井來 古宅) (Yi Jeong-rae's Historic House, Boseong)                                                         | 전남 보성군 득량면 오봉리 228-1                                               | 박인주                  | 1984년 1월 14일 지정, 2017년 2월 28일 명칭변경                                                                         |      |
| 158호 |      | 보성 이승래 고택 (寶城 李昇來 古宅) (Yi Seung-rae's Historic House, Boseong)                                                         | 전남 보성군 보성읍 예동길 40-8 (옥암리)                                       | 소유자의 여동생         | 1984년 1월 14일 지정, 2017년 2월 28일 명칭변경                                                                         |      |
| 159호 |      | 보성 이진래 고택 (寶城 李進來 古宅) (Yi Jin-rae's Historic House, Boseong)                                                           | 전남 보성군 득량면 오봉리 243                                                 | 이정민                  | 1984년 1월 14일 지정, 2017년 2월 28일 명칭변경                                                                         |      |
| 160호 |      | 보성 이준회 고택 (寶城 李駿會 古宅) (Yi Jun-hoe's Historic House, Boseong)                                                           | 전남 보성군 득량면 오봉리 414                                                 | 이정민                  | 1984년 1월 14일 지정, 2017년 2월 28일 명칭변경                                                                         |      |
| 161호 |      | 장흥 존재 고택 (長興 存齋 古宅) (Jonjae Historic House, Jangheung)                                                                   | 전남 장흥군 관산읍 방촌길 91-32 (방촌리)                                      | 위재현                  | 1984년 1월 14일 지정                                                                                                   |      |
| 162호 |      | 보성 열화정 (寶城 悅話亭) (Yeolhwajeong Pavilion, Boseong)                                                                           | 전남 보성군 득량면 강골길 32-17 (오봉리)                                      | 이정민                  | 1984년 1월 14일 지정                                                                                                   |      |
| 163호 |      | 보성 이용우 고택 (寶城 李容禹 古宅) (Yi Yong-u's Historic House, Boseong)                                                            | 전남 보성군 보성읍 예동길 46-5 (옥암리)                                       | 이종혜                  | 1984년 1월 14일 지정, 2017년 2월 28일 명칭변경                                                                         |      |
| 164호 |      | 영암 삼성당 고택 (靈岩 三省堂 古宅) (Samseongdang Historic House, Yeongam)                                                           | 전남 영암군 덕진면 영보정길 10-14 (영보리)                                    | 최신                    | 1984년 1월 14일 지정, 2017년 2월 28일 명칭변경                                                                         |      |
| 165호 |      | 나주 우남 고택 (羅州 愚南 古宅) (Woonam Historic House, Naju)                                                                        | 전남 나주시 다도면 풍산내촌길 3-8 (풍산리)                                    | 홍원석                  | 1984년 1월 14일 지정, 2017년 2월 28일 명칭변경                                                                         |      |
| 166호 |      | 진도한정석가옥 (珍島한정석家屋) | 전남 진도군 진도읍 성내리 40-2                                                | .                       | 1984년 1월 10일 지정, 1990년 9월 12일 해제, 원형 변경으로 문화재 가치 상실                                             |      |
| 167호 |      | 무안 유교리 고택 (務安 柳橋里 古宅) (Historic House in Yugyo-ri, Muan)                                                               | 전남 무안군 삼향읍 유교길 53-5 (유교리)                                       | 조남열                  | 1984년 1월 14일 지정, 2017년 2월 28일 명칭변경                                                                         |      |
| 168호 |      | 영덕 충효당 종택 (盈德 忠孝堂 宗宅) (Chunghyodang Head House, Yeongdeok)                                                             | 경북 영덕군 창수면 인량6길 48 (인량리)                                        | 이지화                  | 1984년 1월 14일 지정, 2017년 2월 28일 명칭변경                                                                         |      |
| 169호 |      | 봉화 만회 고택 (奉化 晩悔 古宅) (Manhoe Historic House, Bonghwa)                                                                     | 경북 봉화군 봉화읍 바래미1길 51 (해저리)                                      | 김정진                  | 1984년 1월 14일 지정, 2017년 2월 28일 명칭변경                                                                         |      |
| 170호 |      | 봉화 쌍벽당 종택 (奉化 雙碧堂 宗宅) (Ssangbyeokdang Head House, Bonghwa)                                                             | 경북 봉화군 봉화읍 거수1길 17 (거촌리)                                        | 김두순                  | 1984년 1월 14일 지정, 2017년 2월 28일 명칭변경                                                                         |      |
| 171호 |      | 봉화 계서당 종택 (奉化 溪西堂 宗宅) (Gyeseodang Head House, Bonghwa)                                                                 | 경북 봉화군 물야면 가평리 301                                                 | 성기호                  | 1984년 1월 14일 지정, 2017년 2월 28일 명칭변경                                                                         |      |
| 172호 |      | 청송 성천댁 (靑松 星川宅) (Seongcheondaek House, Cheongsong)                                                                         | 경북 청송군 청송읍 서당길 12 (청운리)                                         | 신창석                  | 1984년 1월 14일 지정, 2017년 2월 28일 명칭변경                                                                         |      |
| 173호 |      | 청송 후송당 고택 (靑松 後松堂 古宅) (Husongdang Historic House, Cheongsong)                                                          | 경북 청송군 현동면 창양리 384-1                                               | 조현주                  | 1984년 1월 14일 지정, 2017년 2월 28일 명칭변경                                                                         |      |
| 174호 |      | 예천 물체당 고택 (醴泉 勿替堂 古宅) (Mulchedang Historic House, Yecheon)                                                             | 경북 예천군 유천면 율현리 142                                                 | 임재원                  | 1984년 1월 14일 지정, 2017년 2월 28일 명칭변경                                                                         |      |
| 175호 |      | 영천 만취당 고택 (永川 晩翠堂 古宅) (Manchwidang Historic House, Yeongcheon)                                                         | 경북 영천시 금호읍 종동길 25 (오계리)                                         | 조규성                  | 1984년 1월 14일 지정, 2017년 2월 28일 명칭변경                                                                         |      |
| 176호 |      | 안동 수곡 고택 (安東 樹谷 古宅) (Sugok Historic House, Andong)                                                                       | 경북 안동시 풍천면 가곡리 419                                                 | 권대송                  | 1984년 1월 14일 지정, 2017년 2월 28일 명칭변경                                                                         |      |
| 177호 |      | 안동 하회마을 하동 고택 (安東 河回마을 河東 古宅) (Hadong Historic House in Hahoe Village, Andong)                                   | 경북 안동시 풍천면 종가길 45 (하회리)                                         | 김금자                  | 1984년 1월 14일 지정, 2017년 2월 28일 명칭변경                                                                         |      |
| 178호 |      | 안동 일성당 고택 (安東 日省堂 古宅) (Ilseongdang Historic House, Andong)                                                             | 경북 안동시 풍산읍 중마길 11 (하리1리)                                        | 이창중                  | 1984년 1월 14일 지정, 2017년 2월 28일 명칭변경                                                                         |      |
| 179호 |      | 안동 학암고택 (安東 鶴巖古宅) (Hagam Historic House, Andong)                                                                         | 경북 안동시 풍산읍 구수나무길 59 (오미리)                                     | 이상집                  | 1984년 1월 14일 지정                                                                                                   |      |
| 180호 |      | 안동 예안이씨 근재재사 (安東 禮安李氏 近齋齋舍) (Geunjaejaesa Ritual House of the Yean Yi Clan, Andong)                              | 경북 안동시 풍산읍 평지길 422-4 (만운리)                                      | 신대성                  | 1984년 1월 14일 지정, 2017년 2월 28일 명칭변경                                                                         |      |
| 181호 |      | 안동 도암 종택 (安東 陶庵 宗宅) (Doam Head House, Andong)                                                                            | 경북 안동시 풍산읍 밤가골길 13-5 (막곡리)                                     | 배선직                  | 1984년 1월 14일 지정, 2017년 2월 28일 명칭변경                                                                         |      |
| 182호 |      | 안동 의성김씨 서지재사 (安東 義城金氏 西枝齋舍) (Seojijaesa Ritual House of the Uiseong Gim Clan, Andong)                            | 경북 안동시 와룡면 서지리 311                                                 | 최대식                  | 1984년 1월 14일 지정, 2017년 2월 28일 명칭변경                                                                         |      |
| 183호 |      | 안동 안동권씨 능동재사 (安東 安東權氏 陵洞齋舍) (Neungdongjaesa Ritual House of the Andong Gwon Clan, Andong)                        | 경북 안동시 서후면 권태사길 87 (성곡리)                                       | 박용석                  | 1984년 1월 14일 지정, 2017년 2월 28일 명칭변경                                                                         |      |
| 184호 |      | 안동 오류헌 고택 (安東 五柳軒 古宅) (Oryuheon Historic House, Andong)                                                                | 경북 안동시 임하면 임하리 282                                                 | 김원택                  | 1984년 1월 14일 지정, 2017년 2월 28일 명칭변경                                                                         |      |
| 185호 |      | 안동 고성이씨 탑동파 종택 (安東 固城李氏 塔洞派 宗宅) (Head House of the Topdong Branch of the Goseong Yi Clan, Andong)              | 경북 안동시 임청각길 103 (법흥동)                                             | 이재익                  | 1984년 1월 14일 지정, 1984년 1월 10일 명칭변경, 2017년 2월 28일 명칭변경                                               |      |
| 186호 |      | 함양 일두 고택 (咸陽 一蠹 古宅) (Ildu Historic House, Hamyang)                                                                       | 경남 함양군 지곡면 개평리 262-1                                               | 정의균                  | 1984년 1월 14일 지정                                                                                                   |      |
| 187호 |      | 모포줄 (牟浦줄) (Tug-of-war Rope of Mopo-ri)                                                                                         | 경북 포항시 남구 장기면 모포리 338                                            | 모포리마을 이장         | 1984년 4월 17일 지정                                                                                                   |      |
| 188호 |      | 제주 성읍마을 (濟州 城邑마을) (Seongeup Historic Village, Jeju)                                                                      | 제주 서귀포시 표선면 성읍리                                                   | 서귀포시                | 1984년 6월 12일 지정, 2017년 2월 28일 명칭변경                                                                         |      |
| 189호 |      | 경주 양동마을 (慶州 良洞마을) (Tug-of-war Rope of Mopo-ri)                                                                           | 경북 경주시 강동면 양동리                                                     | 경주시                  | 1984년 12월 24일 지정                                                                                                  |      |
| 190호 |      | 논산 명재 고택 (論山 明齋 古宅) (Myeongjae Historic House, Nonsan)                                                                   | 충남 논산시 노성면 노성산성길 50 (교촌리)                                     | 윤완식                  | 1984년 12월 24일 지정                                                                                                  |      |
| 191호 |      | 예산 오추리 고택 (禮山 梧楸里 古宅) (Historic House in Ochu-ri, Yesan)                                                               | 충남 예산군 고덕면 지곡오추길 133-62 (오추리)                                 | 정동호                  | 1984년 12월 24일 지정, 2017년 2월 28일 명칭변경                                                                        |      |
| 192호 |      | 부여 여흥민씨 고택 (扶餘 驪興閔氏 古宅) (Historic House of the Yeoheung Min Clan, Buyeo)                                             | 충남 부여군 부여읍 왕중로 87 (중정리)                                         | 부여군                  | 1984년 12월 24일 지정, 2017년 2월 28일 명칭변경                                                                        |      |
| 193호 |      | 부여 군수리 고택 (扶餘 軍守里 古宅) (Historic house in Gunsu-ri, Buyeo)                                                              | 충남 부여군 부여읍 신기정로94번길 17-8 (군수리)                               | 장옥순                  | 1984년 12월 24일 지정, 2017년 2월 28일 명칭변경                                                                        |      |
| 194호 |      | 아산 용궁댁 (牙山 龍宮宅) (Yonggungdaek House, Asan)                                                                                 | 충남 아산시 도고면 시전리 528                                                 | 성하연                  | 1984년 12월 24일 지정, 2017년 2월 28일 명칭변경                                                                        |      |
| 195호 |      | 아산 외암마을 참판댁 (牙山 外岩마을 參判宅) (Champandaek House in Oeam Village, Asan)                                                | 충남 아산시 송악면 외암민속길 42-15 (외암리)                                  | 이득선                  | 1984년 12월 24일 지정, 2017년 2월 28일 명칭변경                                                                        |      |
| 196호 |      | 아산 윤보선 대통령 생가 (牙山 尹潽善 大統領 生家) (Birthplace of President Yun Bo-seon, Asan)                                        | 충남 아산시 둔포면 해위길52번길 29 (신항리)                                   | 윤상구                  | 1984년 12월 24일 지정, 2017년 2월 28일 명칭변경                                                                        |      |
| 197호 |      | 서천 이하복 고택 (舒川 李夏馥 古宅) (Yi Ha-bok's Historic House, Seocheon)                                                           | 충남 서천군 기산면 신막로57번길 32-3 (신산리)                                 | 이기원                  | 1984년 12월 24일 지정, 2017년 2월 28일 명칭변경                                                                        |      |
| 198호 |      | 홍성 사운 고택 (洪城 士雲 古宅) (Myeongjae Historic House, Nonsan)                                                                   | 충남 홍성군 장곡면 산성리 309                                                 | 조환웅                  | 1984년 12월 24일 지정                                                                                                  |      |
| 199호 |      | 서산 경주김씨 고택 (瑞山 慶州金氏 古宅) (Historic House of Gyeongju Gim Clan, Seosan)                                                | 충남 서산시 음암면 한다리길 45 (유계리)                                       | 김기현                  | 1984년 12월 24일 지정, 2017년 2월 28일 명칭변경                                                                        |      |
| 200호 |      | 달성 조길방 고택 (達城 趙吉芳 古宅) (Jo Gil-bang's Historic House, Dalseong)                                                         | 대구 달성군 가창면 조길방길 92-1 (정대1리)                                    | 조현기                  | 1984년 12월 24일 지정, 2017년 2월 28일 명칭변경                                                                        |      |
| 201호 |      | 예천 예천권씨 초간공파 종택 (醴泉 醴泉權氏 草澗公派 宗宅) (Head House of the Chogangong Branch of the Yecheon Gwon Clan, Yecheon)    | 경북 예천군 용문면 죽림리 166-3                                               | 권영기                  | 1984년 12월 24일 지정, 2017년 2월 28일 명칭변경                                                                        |      |
| 202호 |      | 안동 권성백 고택 (安東 權成伯 古宅) (Gwon Seong-baek's Historic House, Andong)                                                       | 경북 안동시 풍천면 가곡리 421-2                                               | 권영대                  | 1984년 12월 24일 지정                                                                                                  |      |
| 203호 |      | 안동 송소종택 (安東 松巢宗宅) (Songso Head House, Andong)                                                                            | 경북 안동시 와룡면 샘골길 43-40 (이상리)                                      | 박종랑                  | 1984년 12월 24일 지정                                                                                                  |      |
| 204호 |      | 안동 안동권씨 소등재사 (安東 安東權氏 所等齋舍) (Sodeungjaesa Ritual House of the Andong Gwon Clan, Andong)                          | 경북 안동시 와룡면 서동골길 94-26 (태리)                                      | 김용성                  | 1984년 12월 24일 지정, 2017년 2월 28일 명칭변경                                                                        |      |
| 205호 |      | 거창 동계 종택 (居昌 桐溪 宗宅) (Donggye Head House, Geochang)                                                                       | 경남 거창군 위천면 강동1길 13 (강천리)                                        | 정완수                  | 1984년 12월 24일 지정                                                                                                  |      |
| 206호 |      | 합천 묵와 고택 (陜川 默窩 古宅) (Mugwa Historic House, Hapcheon)                                                                     | 경남 합천군 묘산면 화양안성길 150-6 (화양리)                                  | 윤치환                  | 1984년 12월 24일 지정, 2017년 2월 28일 명칭변경                                                                        |      |
| 207호 |      | 함양 허삼둘 고택 (咸陽 許三둘 古宅) (Heo Sam-dul's Historic House, Hamyang)                                                          | 경남 함양군 안의면 허삼둘길 11-7 (금천리)                                     | 함양군                  | 1984년 12월 24일 지정, 2017년 2월 28일 명칭변경                                                                        |      |
| 208호 |      | 함안 무기연당 (咸安 舞沂蓮塘) (Mugiyeondang Pond, Haman)                                                                             | 경남 함안군 칠원면 무기1길 33 (무기리)                                        | 주환채                  | 1984년 12월 24일 지정                                                                                                  |      |
| 209호 |      | 김함의 묘 출토의복 (金涵의 墓 出土衣服) (Clothes Excavated from the Tomb of Kim Ham)                                                 | 경기 용인시 수지구 죽전로 152, 석주선기념박물관 (죽전동,단국대학교죽전캠퍼스) | 단국대 석주선박물관     | 1987년 2월 12일 지정                                                                                                   |      |
| 210호 |      | 고종의 누비저고리 (高宗의 누비저고리) (Quilted Jacket Worn by King Gojong)                                                           | 경기 용인시 수지구 죽전로 152, 석주선기념박물관 (죽전동,단국대학교죽전캠퍼스) | 단국대 석주선박물관     | 1987년 2월 12일 지정                                                                                                   |      |
| 211호 |      | 덕온공주 의복 (德溫公主 衣服) (Clothes Worn by Princeess Deokon)                                                                     | 경기 용인시 수지구 죽전로 152, 석주선기념박물관 (죽전동,단국대학교죽전캠퍼스) | 단국대 석주선기념박물관 | 1987년 2월 12일 지정                                                                                                   |      |
| 212호 |      | 덕온공주 유물 (德溫公主 遺物) (Artifacts Used by Princess Deokon)                                                                    | 경기 용인시 수지구 죽전로 152, 석주선기념박물관 (죽전동,단국대학교죽전캠퍼스) | 단국대 석주선박물관     | 1987년 2월 12일 지정                                                                                                   |      |
| 213호 |      | 항아당의 (姮娥唐衣) (Semi-formal Jacket Worn by a Court Lady)                                                                        | 경기 용인시 수지구 죽전로 152, 석주선기념박물관 (죽전동,단국대학교죽전캠퍼스) | 단국대 석주선기념박물관 | 1987년 3월 9일 지정 |      |
| 214호 |      | 흥선대원군 자적 단령 (興宣大院君 紫赤 團領) (Ceremonial Robe Worn by Heungseon Daewongun)                                            | 경기 용인시 수지구 죽전로 152, 석주선기념박물관 (죽전동,단국대학교죽전캠퍼스) | 단국대 석주선기념박물관 | 1987년 3월 9일 지정 |      |
| 215호 |      | 광해군비 당의 (光海君妃 唐衣) (Semi-formal Jacket Worn by King Gwanghaegun’s Queen Consort)                                          | 경기 용인시 수지구 죽전로 152, 석주선기념박물관 (죽전동,단국대학교죽전캠퍼스) | 단국대 석주선기념박물관 | 1987년 3월 9일 지정 |      |
| 216호 |      | 윤용구 유물 (尹用求 遺物) (Artifacts Used by Yun Yong-gu)                                                                            | 경기 용인시 수지구 죽전로 152, 석주선기념박물관 (죽전동,단국대학교죽전캠퍼스) | 단국대 석주선기념박물관 | 1987년 3월 9일 지정 |      |
| 217호 |      | 안동김씨 묘 출토의복 (安東金氏 墓 出土衣服) (Clothes Excavated from the Tombs of the Andong Kim Clan)                                | 충북 청주시 흥덕구 개신동 산48                                                | 충북대학교박물관        | 1987년 11월 23일 지정                                                                                                  |      |
| 218호 |      | 정온 가의 유품 (鄭蘊 家의 遺品) (Artifacts Used by Jeong On and His Family)                                                          | 경남 거창군 거창읍 수남로 2181, 거창박물관 (김천리)                           | 거창박물관              | 1987년 11월 23일 지정                                                                                                  |      |
| 219호 |      | 세조대의 회장저고리 (世祖代의 回裝赤古里) (Woman's Ornamental Jacket Worn During the Reign of King Sejo)                             | 강원 평창군 진부면 오대산로 374-8, 월정사 (동산리)                            | 월정사                  | 1987년 11월 23일 지정                                                                                                  |      |
| 220호 |      | 영조대왕의 도포 (英祖大王의 道袍) (Full Dress Worn by King Yeongjo)                                                                  | 대구 동구                                                                     | 파계사                  | 1987년 11월 23일 지정                                                                                                  |      |
| 221호 |      | 삼척 대이리 너와집 (三陟 大耳里 너와집) (Shingled House of Daei-ri, Samcheok)                                                        | 강원 삼척시 신기면 환선로 868-12 (대이리)                                     | 이종옥                  | 1989년 3월 10일 지정                                                                                                   |      |
| 222호 |      | 삼척 대이리통방아 (三陟 大耳里 통방아) (Water Mill of Daei-ri, Samcheok)                                                             | 강원 삼척시 도계읍 대이리 산103                                               | 이형길                  | 1989년 3월 7일 지정 |      |
| 223호 |      | 삼척 대이리 굴피집 (三陟 大耳里 굴피집) (House with an Oak Bark Roof in Daei-ri, Samcheok)                                           | 강원 삼척시 신기면 환선로 864-2 (대이리)                                      | 이종순                  | 1989년 3월 10일 지정                                                                                                   |      |

### 1990년대 지정
| 번호  | 사진 | 명칭 | 소재지                                             | 관리자 (단체)  | 지정일                                         | 참조 |
| 224호 |      | 여수 연등동 벅수 (麗水 蓮燈洞 벅수) (Guardian Post of Yeondeung-dong, Yeosu)                                                        | 전남 여수시 연등동 376                             | 여수시         | 1990년 10월 10일 지정                          |      |
| 225호 |      | 전세 맹고불 유물 (傳世 孟古佛 遺物) (Artifacts Used by Maeng Sa-seong (Presumed))                                                   | 충남 부여군                                        | 국립부여박물관 | 1990년 10월 10일 지정                          |      |
| 226호 |      | 안동 탁청정 (安東 濯淸亭) (Takcheongjeong Pavilion, Andong)                                                                         | 경북 안동시 와룡면 오천리 산28-1                   | 이미령         | 1991년 8월 26일 지정, 2017년 2월 28일 명칭변경 |      |
| 227호 |      | 안동 후조당 종택 (安東 後彫堂 宗宅) (Hujodang Head House, Andong)                                                                   | 경북 안동시 와룡면 오천리 산28-1                   | 이미령         | 1991년 8월 26일 지정, 2017년 2월 28일 명칭변경 |      |
| 228호 |      | 태백산 천제단 (太白山 天祭壇) (Cheonjedan Altar on Taebaeksan Mountain)                                                             | 강원 태백시 태백산로 4834-31, 혈동 산87-2 (소도동) | 태백시         | 1991년 10월 23일 지정                          |      |
| 229호 |      | 진주하씨 묘 출토유물 (晉州河氏 墓 出土遺物) (Artifacts Excavated from the Tomb of Lady Ha)                                          | 대구 수성구 청호로 321, 국립대구박물관 (황금동)    | 국립대구박물관 | 1993년 7월 20일 지정                           |      |
| 230호 |      | 산청 전주최씨 고령댁 상여 (山淸 全州崔氏 古靈宅 喪輿) (Bier Belonging to the Goryeongdaek House of the Jeonju Choe Clan, Sancheong) | 서울 종로구 청와대로 1, 국립민속박물관 (세종로)    | 국립민속박물관 | 1996년 2월 9일 지정                            |      |
| 231호 |      | 홍성 노은리 고택 (洪城 魯恩里 古宅) (Historic House in Noeun-ri, Hongseong)                                                         | 충남 홍성군 홍북읍 최영장군길 11-26 (노은리)       | 공가           | 1996년 2월 13일 지정, 2017년 2월 28일 명칭변경 |      |
| 232호 |      | 해남 공재 고택 (海南 恭齋 古宅) (Gongjae Historic House, Haenam)                                                                    | 전남 해남군 현산면 백포길 122 (백포리)             | 윤항식         | 1996년 2월 13일 지정, 2017년 2월 28일 명칭변경 |      |
| 233호 |      | 아산 외암마을 건재 고택 (牙山 外岩마을 建齋 古宅) (Geonjae Historic House in Oeam Village, Asan)                                    | 충남 아산시 송악면 외암민속길 19-6 (외암리)        | 김원래         | 1998년 1월 5일 지정, 2017년 2월 28일 명칭변경  |      |
| 234호 |      | 영광 매간당 종택 (靈光 梅磵堂 古宅) (Maegandang Historic House, Yeonggwang)                                                         | 전남 영광군 군남면 동간길2길 83-1 (동간리)         | 김성호         | 1998년 1월 5일 지정, 2017년 2월 28일 명칭변경  |      |

## 같이 보기
- 대한민국의 국가유산
- 대한민국의 국보
- 대한민국의 보물
- 대한민국의 천연기념물
- 대한민국의 사적
- 대한민국의 명승
- 대한민국의 국가무형유산